# Kishio Suga
 (septembre 2012).
Si vous disposez d'ouvrages ou d'articles de référence ou si vous connaissez des sites web de qualité traitant du thème abordé ici, merci de compléter l'article en donnant les références utiles à sa vérifiabilité et en les liant à la section « Notes et références ».
Kishio Suga (菅 木志雄, Suga Kishio, né le 19 février 1944) est un artiste japonais rattaché au mouvement Mono-ha.

## Œuvre
Suga est né dans le département d’Iwate. Formé à l’université des beaux-arts de Tama, il commence à exposer en 1967. Proche de Nobuo Sekine, Susumu Koshimizu ou encore Lee Ufan, il est rattaché a posteriori par la critique au mouvement Mono-ha (littéralement « école des choses »). Son travail, qui s’inscrit de façon large dans le cadre du minimalisme et de l’art conceptuel, se distingue par une attention particulière portée aux « situations ». Suga explore non seulement les matières et les relations spatiales qu’entretiennent les choses entre elles comme la plupart des autres membres du mouvement Mono-ha, mais il s’intéresse aussi au temps et cherche, à travers des arrangements simples au niveau formel, mais souvent complexes dans leur mise en œuvre, à exprimer la fragilité des rencontres entre les objets. Les matériaux qu’il emploie sont variés, mais il a une prédilection pour le bois, la pierre et la paraffine.
Suga, qui travaille avec de grandes galeries japonaises (Tōkyō Gallery, Tomio Koyama Gallery) a participé à plusieurs expositions internationales, comme « Le Japon des avant-gardes » en 1986 au Centre Georges-Pompidou à Paris. Il a par ailleurs développé une riche activité critique et publié plusieurs livres sur l’art. En 2008, le Musée-entrepôt Suga Kishio a ouvert ses portes dans le département de Tochigi.
|  |  |

### Autres sources
- Ressources relatives aux beaux-arts :   - Bénézit
  - Delarge
  - Museum of Modern Art
  - RKDartists
  - Tate
  - Union List of Artist Names
- Notices d'autorité :   - VIAF
  - ISNI
  - IdRef
  - LCCN
  - GND
  - Japon
  - Pays-Bas
  - Israël
- Centre Georges Pompidou et Fondation du Japon, avec le concours de l'"Asahi shinbun" [Asahi evening news (Tokyo)] ([exposition] Paris, Centre Georges Pompidou, 1987), Japon des avant gardes : 1910–1970, Paris, Centre Georges Pompidou, 1986, 543 p. (ISBN 2-85850-345-1).
- Carrein, Catherine ([exposition] Musée d'art moderne, Saint-Etienne, 26 juin 1996 - 8 septembre 1996), Japon 1970 : Matière et perception : le Mono-ha et la recherche des fondements de l'art, Musée d'art moderne, Saint-Etienne, 1er juin 1996, 88 p., 28 cm. (ISBN 978-2-907571-33-3 et 2-907571-33-8).
- Lucken, Michael, L'art du Japon au vingtième siècle : pensée, formes, résistances, Paris, Hermann, 2001, 270 p., 26 cm. (ISBN 2-7056-6426-2).
- (en) Rawlings, Ashley ([exposition] Blum & Poe, Los Angeles, February 25-April 14, 2012 ; Gladstone Gallery, New York, June 22-August 3, 2013), Requiem for the sun : the art of Mono-ha, Los Angeles, Blum & Poe, 2012, 243 p., 26 cm. (ISBN 978-0-9663503-2-6 et 0-9663503-2-4), p. 97-103.
- (en) Rawlings, Ashley, Kishio Suga : Temporary Boundaries, Timeless Situations, Los Angeles, Blum & Poe, 2013, p. 6-15.